# Tanjung Jambu
Tanjung Jambu is een bestuurslaag in het regentschap Lahat van de provincie Zuid-Sumatra, Indonesië. Tanjung Jambu telt 1263 inwoners (volkstelling 2010).